# Teatro Ruso de Riga
El Teatro Ruso Mijaíl Chéjov de Riga (en letón: Mihaila Čehova Rīgas Krievu teātris, en ruso: Рижский русский театр имени Михаила Чехова), conocido coloquialmente como el Teatro Ruso (en letón: Krievu teātris, en ruso: Русский театр) o el RRT, es un teatro de lengua rusa ubicado en Riga, Letonia.

## Historia
El Teatro Ruso Mijaíl Chéjov de Riga (conocido antes de 2006 como Teatro Dramático Ruso de Riga) fue fundado en 1883, lo que lo convierte en el teatro dramático en idioma ruso más antiguo fuera de Rusia. La compañía original estaba formada por dieciséis actores. El teatro creció durante el siglo XIX y tuvo algo así como una época dorada durante el liderazgo de K. N. Nezlobin, antes de la Revolución Rusa. El teatro siguió funcionando después de que Letonia se convirtiera en un país independiente tras la guerra de Independencia de Letonia (1918-1920). Durante la posterior ocupación soviética de Letonia, el teatro siguió funcionando, pero tuvo que adaptarse a la censura política del momento. No realizó ninguna actuación durante la Segunda Guerra Mundial. Tras la disolución de la Unión Soviética y el restablecimiento de la independencia de Letonia, el teatro puede volver a ofrecer una mezcla de obras clásicas y obras nuevas e innovadoras. En 2006, recibió su nombre de Mijaíl Chéjov, quien pasó dos años en Riga (1932-1934) e influyó en el teatro y las artes escénicas de Letonia.
Desde el 8 de enero de 2018, el teatro está dirigido por Dana Bjorka, directora general y miembro de la junta.